# إبثان

## الموقع
إبثان هي قرية تقع في الشمال الغربي من دير الغصون في الضفة الغربية. وترتفع 100 م عن سطح البحر. 

## السكان
قدر سكان هذه القرية عام 1922 م (56 نسمة) وعام 1961 م بلغ عددهم (257 نسمة وفي 2014 قدر عددهم 800 نسمة.

## التسمية
سبب تسميتها بإبثان هو نسبةً إلى ملك روماني اسمهُ إبتان، الذي مر من هناك وشرب من بئر إبثان.

## الزراعة
قرية إبثان مشهورة بسكانها الذين يعتاشون على الزراعة.
وأهم فرع زراعة هو فرع الزيتون، كما ويوجد هناك الكثير من دفيئات الخضروات. كما يوجد عدة مزارع للغنم .

## العائلات
أكبر عائلتان هن عائلة غانم وعائلة زرعي وكما يوجد عائلة بدوي و بدران وقب وأبو سارة ومباشر و سورة و خربط .

ويوجد في إبثان مسجدان يعود الفضل في بنائهما إلى الحاج سامي أسعد قاسم بدران.

سُلمت هذه القرية للصهاينة بموجب [[اتفاقية رودوس]] عام 1949 م.